# Museum No Hero

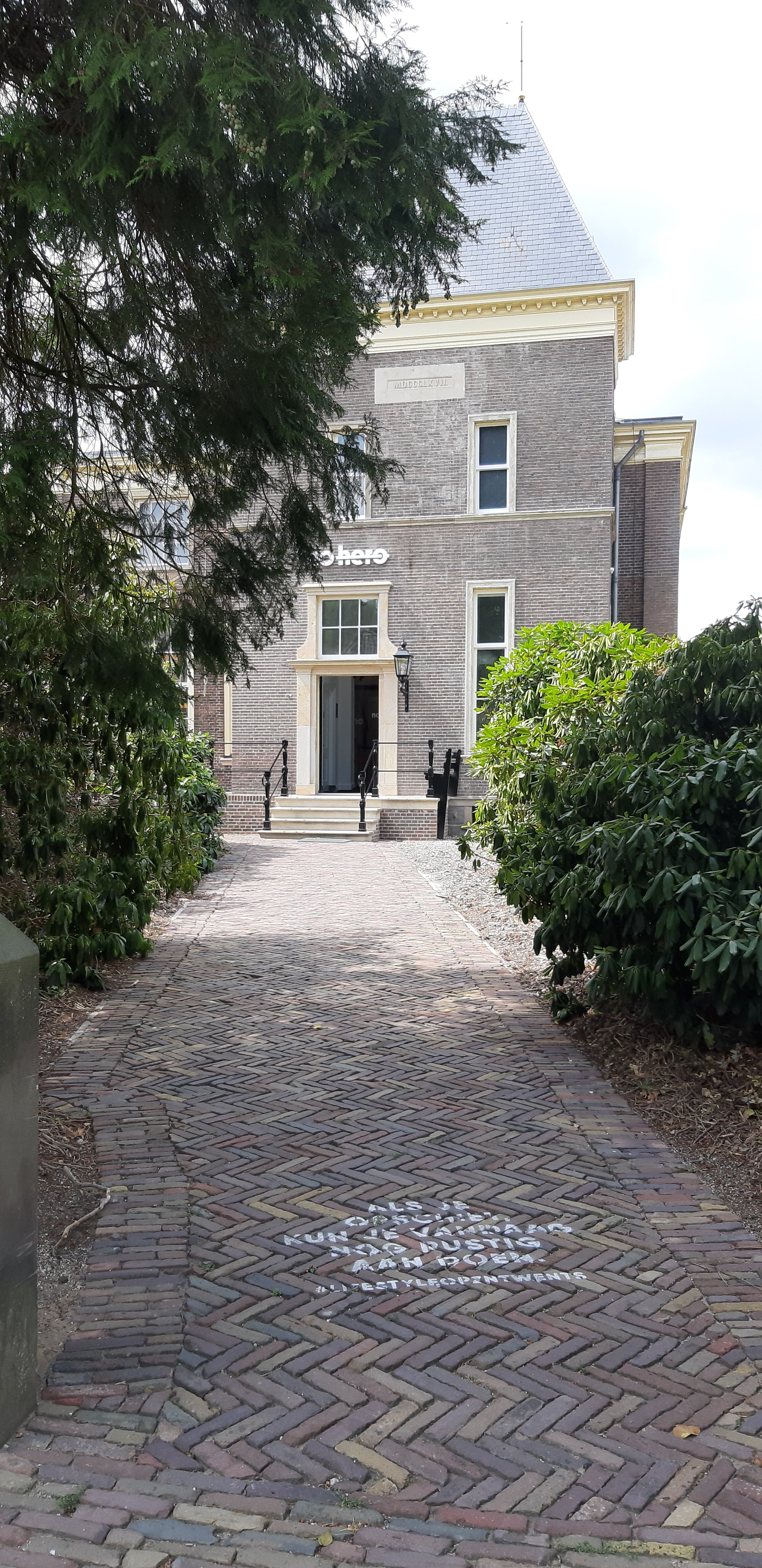
Ingang

Museum No Hero is een museum voor beeldende kunst in Delden (Overijssel). Het museum werd in 2018 opgericht door Geert Steinmeijer.

## Brand
In 2015 verwoestte een aangestoken brand de renovatiewerkzaamheden dusdanig dat de opening, die gepland stond voor 2017, uitgesteld moest worden. Alle gedane werkzaamheden moesten opnieuw en het museum opende hierdoor op 15 april 2018 zijn deuren voor het eerst voor publiek.

## Twickel
Het museum bevindt zich in het voormalige rentmeestershuis op landgoed Twickel. Het huis dateert uit 1726. In 1867 vond de eerste grote verbouwing van het pand plaats. Van 2015 tot 2018 werd het pand geschikt gemaakt als museum. Bij het museum hoort een ruime tuin waar ook kunstwerken getoond worden.

## Aanpassing organisatie
Vanwege bezuinigingen vertrok Gemma Boon op 1 februari 2020 als directeur en zou het aantal wisselende exposities worden beperkt. Geert Steinmeijer zelf nam de dagelijkse gang van zaken op zich. Boon ging aan de slag als eerste directeur van het Museum Buurtspoorweg in Haaksbergen.

## Vaste collectie
Het museum heeft een vaste collectie met werken van onder anderen Karel Appel, Rainer Fetting en Frank Stella.